# Doug Collins (polityk)
Douglas Allen Collins (ur. 16 sierpnia 1966 w Gainesville) – amerykański prawnik i polityk Partii Republikańskiej, kapelan wojskowy, członek Izby Reprezentantów Stanów Zjednoczonych w latach 2013–2021, sekretarz spraw weteranów od 2025 roku.

## Życiorys
Urodził się 16 sierpnia 1966 w Gainesville. Ukończył tamże szkołę średnią North Hall High School w 1984 roku, cztery lata później roku uzyskał bakalaureat na North Georgia College w Dahlonega. W 1996 roku ukończył baptystyczne seminarium w Nowym Orleanie. W 2008 roku ukończył studia prawnicze na John Marshall Law School.
W latach 80. XX wieku służył przez dwa lata w United States Navy jako kapelan. Po zamachach z 11 września 2001 roku został kapelanem rezerwy United States Air Force, w której to rezerwie służył w wojnie w Iraku. W latach 2007–2013 był członkiem izby niższej stanowej legislatury. W 2012 roku został wybrany do Izby Reprezentantów Stanów Zjednoczonych, uzyskiwał reelekcję w 2014, 2016 i w 2018. W latach 2017–2019 pełnił funkcję wiceprzewodniczącego Konferencji Republikanów w Izbie Reprezentantów. W latach 2019–2020 był liderem republikańskiej mniejszości w komisji sprawiedliwości. W 2020 roku bezskutecznie ubiegał się o urząd senatora Stanów Zjednoczonych. 
W listopadzie 2024 roku został ogłoszony nominatem Donalda Trumpa na stanowisko sekretarza spraw weteranów. 